# Lluïsa Altisent i Ceardi
Lluïsa Altisent i Ceardi (Barcelona, cap a 1895 – Santa Coloma de Queralt, 18 de març de 1923)va ser una pintora catalana.
Filla d'Antoni Altisent Feliu (1867 -1930) i d'Assumpció Ceardi i Vidal (1872 -1957), Lluïsa Altisent va néixer a finals del segle xix, cap a 1895. Va estudiar l'Acadèmia Provincial de Belles Arts de Barcelona el curs 1913-1914, on va obtenir la medalla de plata en la disciplina de dibuix artístic, junt amb Ernest Euguice Malaret, Filomena Valls Torruella, Lluís Muntané Muns, Carles Llobet Raurich i Josep Musté Prim. Les medalles es van lliurar en un acte públic el juny de 1916.
La primera informació sobre la seva trajectòria artística que es coneix és la seva participació l'any 1916 en dues exposicions col·lectives al Saló de la Casa Reig de Barcelona. La primavera de 1917 va exposar junt amb la seva cunyada, la pintora Carme Balmas, a les Galeries Laietanes de Barcelona. El diari La Veu de Catalunya les descrivia com dues artistes novelles ben dotades però encara amb molt recorregut per fer. També se’n feren ressò les revistes La Il·lustració Catalana i Feminal.
El seu germà Joan Altisent (1891-1971) va ser un destacat compositor i la seva filla, i neboda de Lluïsa Altisent, Aurora Altisent i Balmas (Barcelona, 1928) és una reconeguda pintora i escultora.
Lluïsa Altisent va estar casada amb el seu cosí, el farmacèutic Ramón Altisent i Bosch, que va morir a Santa Coloma de Queralt el 1928 (era fill del farmacèutic Francesc de Paula Altisent i Feliu i de Dolors Julia Bosch i Llanses). El seu fill, Agustí Lluis Altisent i Altisent, va ser monjo de Poblet, historiador i escriptor. Segons les fonts, va morir prematurament cap a l'any 1926.